# Velika loža Luksemburga
Velika loža Luksemburga je prostozidarska velika loža v Luksemburgu, ki je bila ustanovljena 28. maja 1803.
Združuje 5 lož, ki imajo skupaj 276 članov.